# ایرینا بوریاچوک
 ایرینا بوریاچوک (اوکراینی: Ірина Бурячок؛ زادهٔ ۵ ژوئیهٔ ۱۹۸۶) یک تنیس‌باز اهل اوکراین است. 